# Nová Ves (Dírná)
Nová Ves (německy Neudorf) je osada, část obce Dírná v okrese Tábor  v Jihočeském kraji. Leží u křižovatky silnic Dírná, Tučapy a Soběslav, Chotěmice. V roce 2011 zde trvale žilo třicet obyvatel. Skrze Novou Ves protéká Těšínský potok.
Asi 800 metrů od vesnice stojí samota U Lesa (Jägerhaus). V roce 1880 na ní žilo deset obyvatel.

## Historie
První písemná zmínka o vesnici pochází z roku 1654.
Od roku 2009 je osada součástí Dobrovolného svazku obcí Pod horou. Ke zdejším historickým památkám patří kaplička svatého Jana Křtitele se zvonem z roku 1880 a objekt velkostatku.

## Polní tratě a další území
- u Suché louky
- U lísek
- Proti trávníkům na směnné
- Pod Teplínem
- Na Polánkách
- Bukovce
- Myslivna
- Na Prašivém

## Vodní zdroje

### Rybníky
- Vondrů rybník
- Plaček
- Návesník
- Horní Teplín
- Dolní Teplín
- Rybník s číslem v katastru 25 (místní jej nazývají Majerikáč)
- Teplínek
- Teplín

### Potoky
- Těšínský potok

## Obyvatelstvo
| Rok            | 1869 | 1880 | 1890 | 1900 | 1910 | 1921 | 1930 | 1950 | 1961 | 1970 | 1980 | 1991 | 2001 | 2011 | 2021 |
| -------------- | ---- | ---- | ---- | ---- | ---- | ---- | ---- | ---- | ---- | ---- | ---- | ---- | ---- | ---- | ---- |
| Počet obyvatel | 120  | 126  | 132  | 134  | 134  | 109  | 109  | 87   | 72   | 65   | 58   | 38   | 33   | 30   | 25   |
| Počet domů     | 16   | 16   | 16   | 16   | 17   | 17   | 15   | 15   | 15   | 15   | 13   | 15   | 16   | 16   | 15   |

## Obecní správa
Při sčítání lidu v letech 1850–1920 Nová Ves byla osadou obce Mezná v okrese Tábor. V letech 1921–1959 byla samostatnou obcí, se kterým patřil nejprve do okresu Tábor, ale v roce 1950 v okrese Soběslav. Od roku 1960 je částí obce Dírná v okrese Tábor.

## Doprava
Skrze osadu vede silnice III/13521 (Soběslav - Chotěmice), která se na křižovatce před osadou dělí na silnici III/12841 pokračující směrem na Tučapy nebo Dírnou. Na této křižovatce se nachází autobusová zastávka, uprostřed osady pak druhá. Autobusy se dá dostat do Soběslavi, Dírné, Tučap, Deštné a Tábora.